# Metanema santella
Metanema santella är en fjärilsart som beskrevs av William Schaus 1901. Metanema santella ingår i släktet Metanema och familjen mätare. Inga underarter finns listade i Catalogue of Life.